# Vésicule (géologie)
 (décembre 2018).
Si vous disposez d'ouvrages ou d'articles de référence ou si vous connaissez des sites web de qualité traitant du thème abordé ici, merci de compléter l'article en donnant les références utiles à sa vérifiabilité et en les liant à la section « Notes et références ».
Pour les articles homonymes, voir Vésicule.

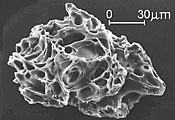
Cendre volcanique contenant des vésicules.

Une vésicule est une petite cavité créée dans des roches volcaniques comme le basalte. Ces cavités sont créées lorsqu'une bulle de gaz est piégée dans la roche pendant sa solidification. On remarque souvent ce processus lors de la solidification des roches magmatiques au contact de l'eau. Un mélange chimique de magma et de gaz de l'asthénosphère est souvent relâché dans l'eau et provoque l'emprisonnement de ces bulles dans la roche.
La  vésiculation est la formation de vésicules dans un magma et la vésicularité définit la proportion volumique de vésicules.